# Arbeitsgemeinschaft betriebliche Weiterbildungsforschung
Die Arbeitsgemeinschaft Betriebliche Weiterbildungsforschung (ABWF) e. V. ist eine interdisziplinäre Vereinigung von Wissenschaftlern. Zweck des Vereins ist, die Forschung im Bereich der beruflichen Kompetenzentwicklung zu pflegen und zu intensivieren. Das umfasst insbesondere Fragen der betrieblichen Weiterbildung, der Personal- und Organisationsentwicklung und des Lernens im Prozess der Arbeit. Der Satzungszweck wird verwirklicht insbesondere durch Förderung des wissenschaftlichen Dialogs, Durchführung von Forschungsprojekten, Workshops und Tagungen, Herausgabe von Veröffentlichungen, Pressearbeit u. a.
Der Verein wurde 1992 initiiert, um den Prozess der Anpassung der beruflichen Qualifikationsstrukturen nach der Wiedervereinigung in den neuen Bundesländern qualitativ zu unterstützen. Initiatoren der Vereinigung waren Johannes Sauer und John Erpenbeck. Das Ziel der Vereinigung war zunächst, wissenschaftliche Konzepte für die Anforderungen an Kompetenzentwicklung zu entwickeln. Das BMBF-Projekt „Qualifikations-Entwicklungs-Management“ (QUEM) wurde von der ABWF getragen. Von 1996 bis Ende 2000 koordinierte und begleitete QUEM die Programme „Kompetenzentwicklung für den wirtschaftlichen Wandel – Strukturveränderungen betrieblicher Weiterbildung“ und „Lernen im sozialen Umfeld“. Von 2001 bis 2006 war das Forschungs- und Entwicklungsprogramm „Lernkultur Kompetenzentwicklung“, das aus Mitteln des Bundesministeriums für Bildung und Forschung sowie aus Mitteln des Europäischen Sozialfonds gefördert wurde, Grundlage für umfangreiche Forschungs- und Gestaltungsaufgaben. Im QUEM-Bulletin, in den Reihen QUEM-report, edition QUEM und Kompetenzentwicklung sowie in den Handreichungen für die Praxis und den QUEM-Materialien wurden die Ergebnisse der Projektarbeit vorgestellt.
Der Verein hat seinen Sitz in Berlin. Vorsitzender ist Götz Richter.